# Jardin de la Poterne-des-Peupliers
Le jardin de la Poterne-des-Peupliers est un espace vert du 13e arrondissement de Paris, en France, qui comprend une section de la Petite Ceinture.

## Situation et accès

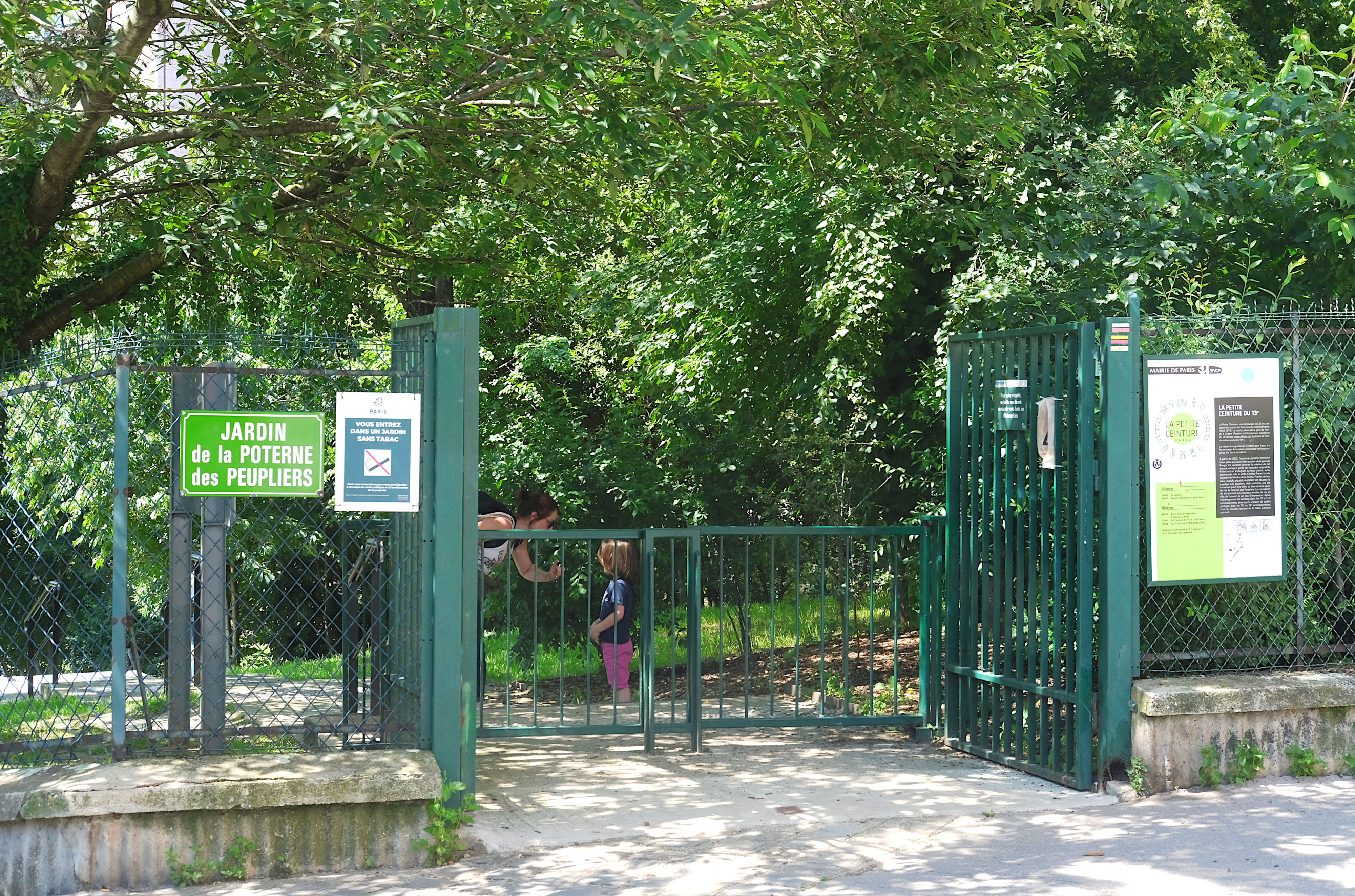
L'entrée du jardin, rue Damesme.

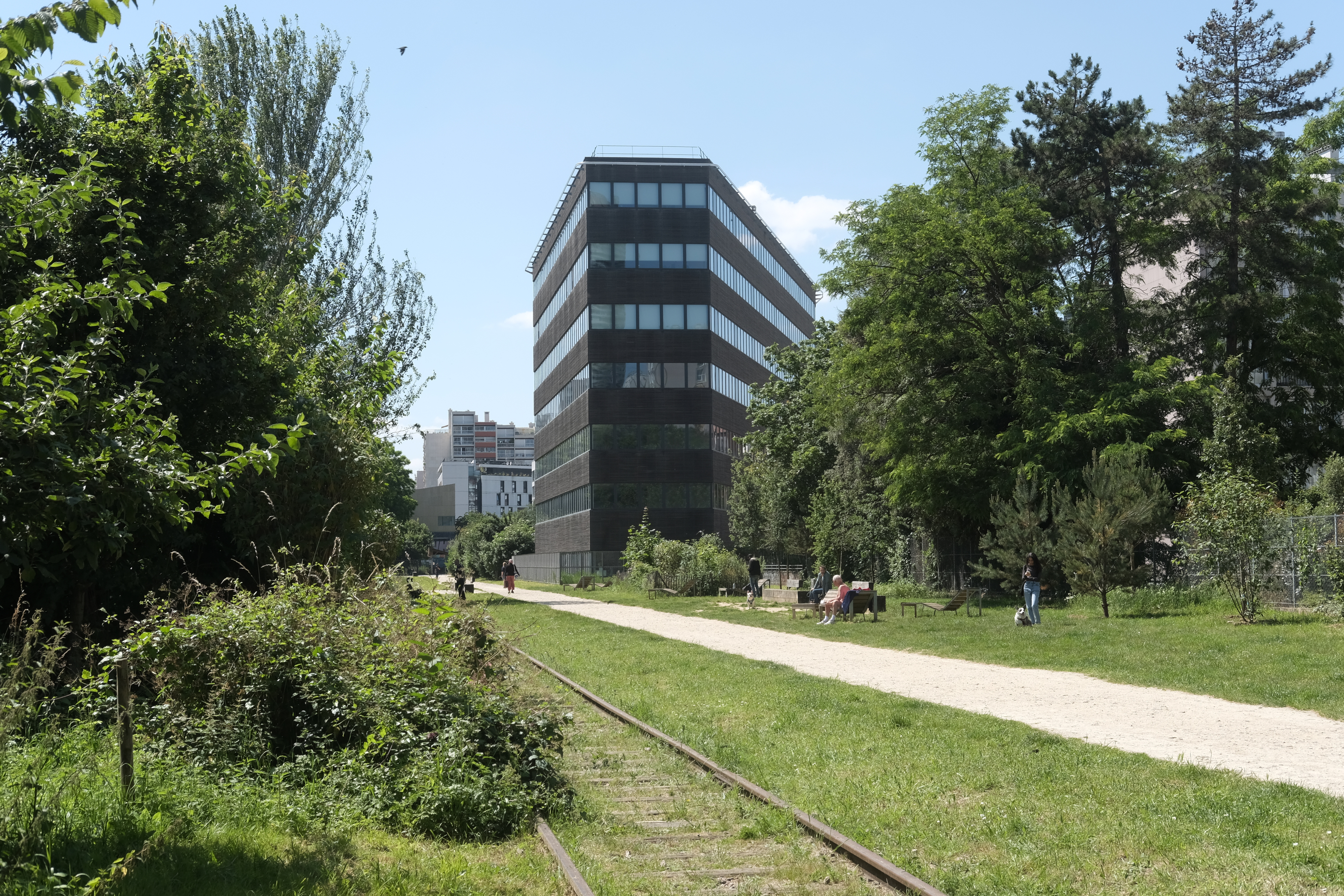
La Petite Ceinture du 13e dans le jardin de la Poterne des Peupliers.

Le site est accessible par le 62, rue Damesme.
Il est desservi par la ligne 7 à la station Maison Blanche.

## Description et historique
Le jardin est créé en 1989.
Il intègre une section de la Petite Ceinture.
Sa superficie totale est de 13 000 m2 et sa surface horticole de 8 565 m2.